# ابن حوقل

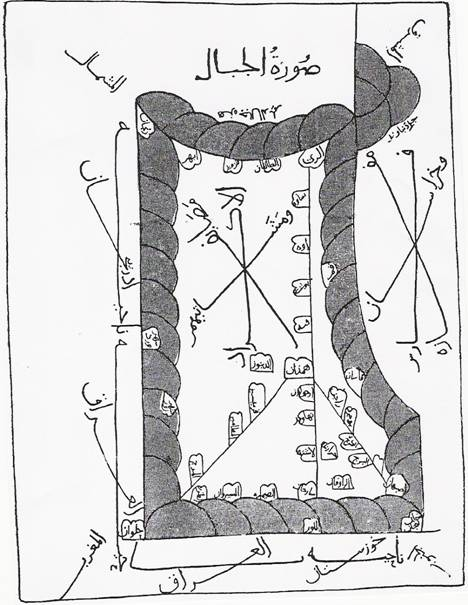
خريطة بلاد الأكراد.

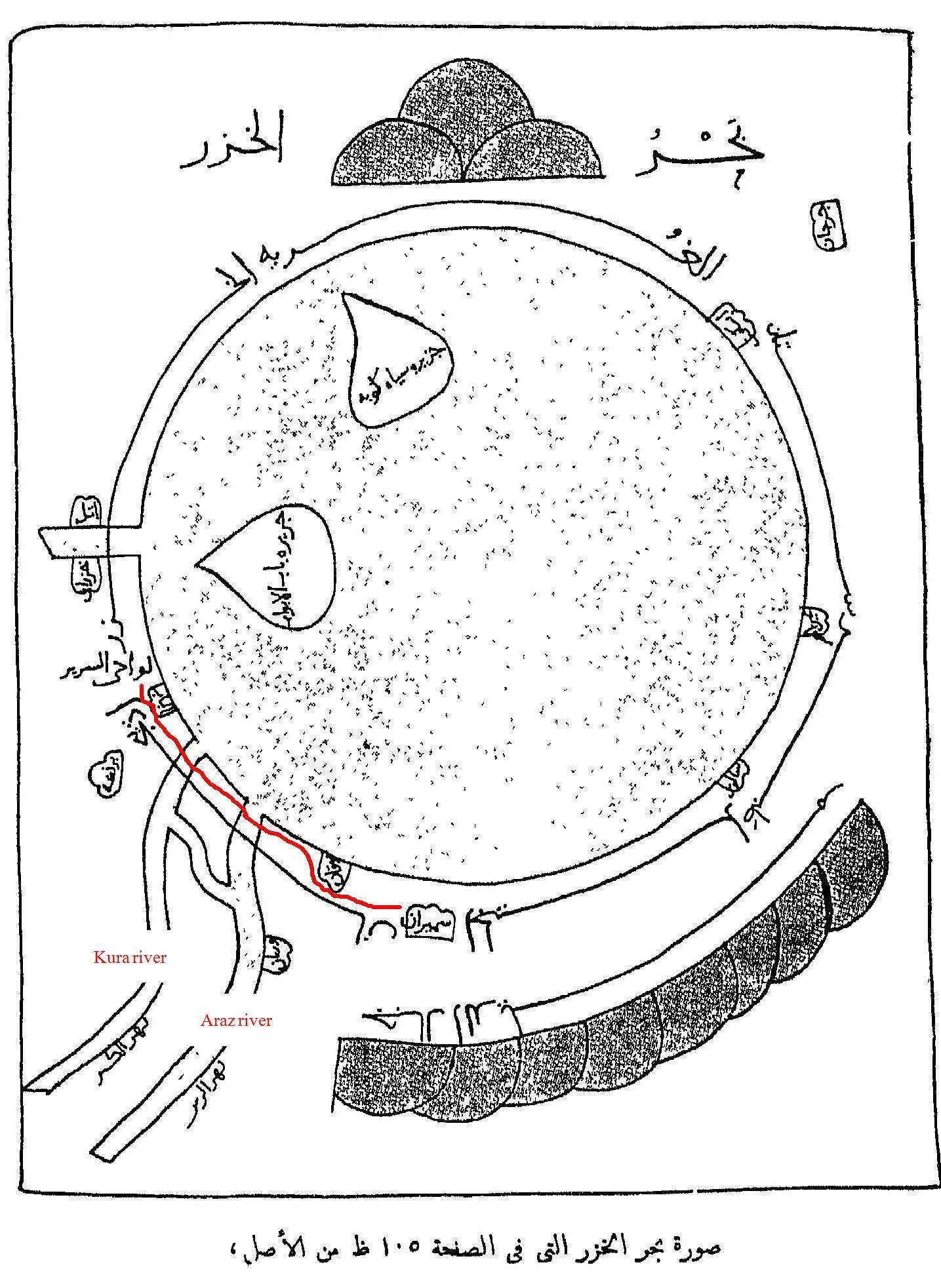
خريطة لبحر الخزر وما يسمى اليوم ببحر قزوين.

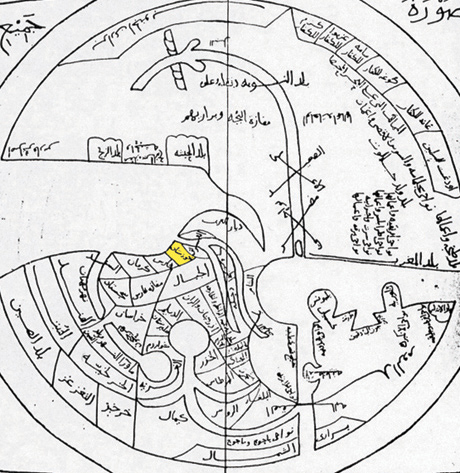
خريطة للأرض

ابن حوقل هو أبو القاسم محمد بن حوقل، وقيل محمد بن علي النصيبي أو النصيبيني، ويكنى بالحوقلي أو الموصلي أو البغدادي، كاتب وجغرافي ومؤرخ ورحالة وتاجر عربي مسلم ولد بمدينة نصيبين في شمال شرق الجزيرة الفراتية ضمن الحدود التركية اليوم،  وعاش في القرن الرابع الهجري / العاشر للميلاد، من أشهر أعماله «صورة الأرض»، توفي في الأندلس تقريبًا عام 367هـ/ 977م.
المعلومات القليلة المتوفرة عن ابن حوقل مستخلصة من كتابه الذي كان مراجعة وتطويرا لكتاب «مسالك الممالك» للإصطخري (521)، والذي كان بدوره مراجعة لكتاب «صور الأقاليم» لأحمد بن سهل البلخي (921). كان ابن حوقل أكثر من محرر، فقد كان رحالة يمضي وقتا طويلا في الكتابة عن المناطق والأشياء التي يراها. أمضى آخر 30 عاما من حياته مسافرا إلى مناطق نائية في آسيا وأفريقيا. حطت به إحدى رحلاته 20 درجة جنوب خط الاستواء على الشاطئ الشرقي لأفريقيا. من ملاحظاته عن تلك المنطقة هو وجود عدد كبير من السكان، على عكس ما كان يعتقد الإغريقيون.
كان وصفه دقيقا ومفيدا للرحالة. تضمن كتاب «صورة الأرض» وصفا مفصلا للأراضي التي سيطر عليها المسلمون في إسبانيا وإيطاليا (وبالأخص صقلية)، وكذلك «بلاد الروم» (الإمبراطورية البيزنطية). من ملاحظاته في الكتاب أن عدد اللغات في القوقاز 360، وأن اللغتين الأذرية والفارسية هما لغتا التواصل للقوقاز. كما وصف كييف وذكر طريق بلغار الفولغا والخزر لسفياتوسلاف الأول.
نشر عمله «م. ج. جويه» (لايدن، 1873).

## نسبه ومولده
هو محمد بن حوقل، وقيل محمد بن علي بن حوقل، النصيبيني أو النصيبيني، ويكنى بالحوقلي أو الموصلي أو البغدادي، ولد في مدينة نصيبين الوقعة بين نهري دجلة والفرات شمال شرق الجزيرة الفراتية ضمن الحدود التركية اليوم.

## رحلاته

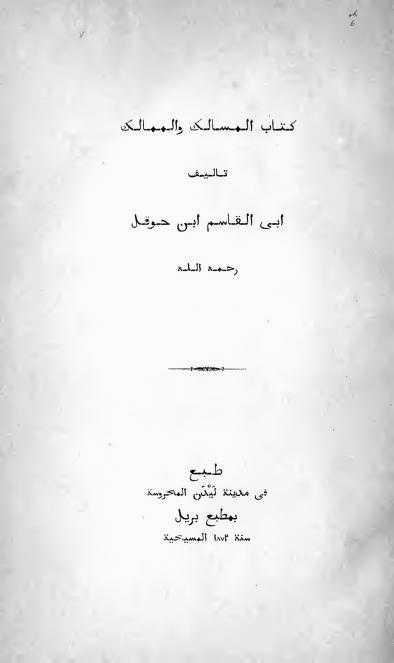
كتاب المسالك والممالك لابن حوقل

بدأت رحلات ابن حوقل في البلدان عام 331هـ/ 942م واستمرت حتى سنة 359هـ/ 969م زار خلالها ديار الإسلام من الشرق إلى الغرب كبلاد مصر والشام والعراق والبحرين وإيران وأذربيجان وأرمينية، كما تجول في بعض جهات آسيا الوسطى، والجنوبية الشرقية حيث بلغ إقليم السند، ودخل بلاد البلغار، ووصل إلى أواسط نهر الفولغا، كما تجول في بلدان المغرب والأندلس وزار نابولي وصقلية، كان الهدف منها في البداية التجارة ولكنه استفاد منها في نفس الوقت فائدة علمية انعكست على مصنفه "صورة الأرض".

## أعماله
من أشهر أعماله: «صورة الأرض» ويسمى أيضًا «المسالك والممالك»، وصف إبن حوقل رحلته والمصاعب التي واجهته خلالها، وطريقته في كتابة مشاهداته التي دونها في هذا الكتاب وغرضه من تدوينها فيه في قوله: " وقد ذكر في آخر كتابي هذا كيف تعارتني الأسفار واقتطعتني في البر دون ركوب البحار إلى أن سلكت وجه الأرض بأجمعه في طولها وقطعت وتر الشمس على ظهرها، ووصفت رجالات أهل البلدان وأعيان ملوكها من ذوي السلطان وأهل الأمكان والمقدّمين في كل ناحية وبلد بالإحسان إلى ذكر النادرة بعد النادرة من محاسنهم والفضيلة بعد الفضيلة من مكارسهم، ولم استقص ذلك كراهية الإطالة المؤدية إلى ملال قارئه ولأن الغرض في كتابي هذا تصوير هذه الأقاليم التي لم يذكرها أحد علمته ممن شاهدها". ولابن حوقل كتاب آخر غير صورة الأرض مفقود عن صقلية.

## وفاته
توفي ابن حوقل في الأندلس تقريبًا في عام 367هـ/ 977م، وقيل في عام 350هـ/ 961م.

## معرض الصور

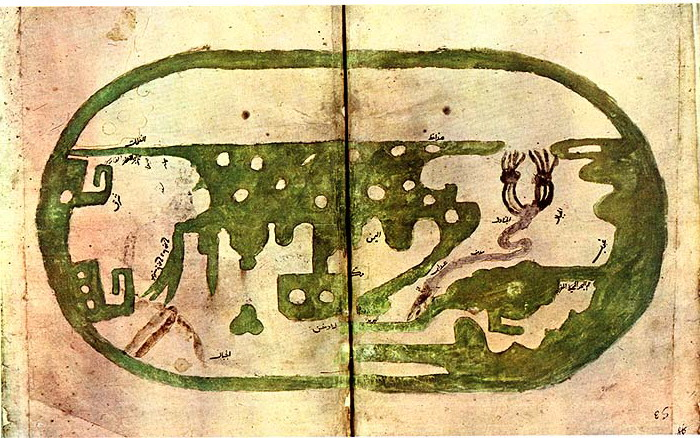